# Cantón de Orthez y Tierras de Ríos y Sal
El cantón de Orthez y Tierras de Ríos y Sal (cantón nº 16, Orthez et Terres des Gaves et du Sel en francés) es una división administrativa francesa del departamento de los Pirineos Atlánticos creado por Decreto nº 2014-148, artículo 17.º, del 25 de febrero de 2014 y que entró en vigor el 22 de marzo de 2015, con las primeras elecciones departamentales posteriores a la publicación de dicho decreto.

## Historia
Con la aplicación de dicho Decreto, los cantones de Pirineos Atlánticos pasaron de 52 a 27.
El cantón está formado por las veinte comunas del cantón de Salvatierra de Bearne, las doce del cantón de Salies de Béarn, y ocho de las trece comunas del cantón de Orthez.
La capital (Bureau centralisateur) está en Orthez.

## Composición
El cantón de Orthez y Tierras de Ríos y Sal agrupa las 40 comunas siguientes:
| Comunas                         | Código INSEE | Superficie | Población (2012) | Densidad | Distrito              | Cantón anterior       |
| ------------------------------- | ------------ | ---------- | ---------------- | -------- | --------------------- | --------------------- |
| Abitain                         | 64004        | 6,59       | 98               | 15       | Santa María de Olorón | Salvatierra de Bearne |
| Andrein                         | 64022        | 7,80       | 135              | 17       | Santa María de Olorón | Salvatierra de Bearne |
| Athos-Aspis                     | 64071        | 5,90       | 187              | 32       | Santa María de Olorón | Salvatierra de Bearne |
| Auterrive                       | 64082        | 3,08       | 118              | 38       | Pau                   | Salies-de-Béarn       |
| Autevielle-Saint-Martin-Bideren | 64083        | 5,87       | 212              | 36       | Santa María de Olorón | Salvatierra de Bearne |
| Baigts-de-Béarn                 | 64087        | 13,53      | 824              | 61       | Pau                   | Orthez                |
| Barraute-Camu                   | 64096        | 3,94       | 161              | 41       | Santa María de Olorón | Salvatierra de Bearne |
| Bellocq                         | 64108        | 12,65      | 896              | 71       | Pau                   | Salies-de-Béarn       |
| Bérenx                          | 64112        | 13,59      | 457              | 34       | Pau                   | Salies-de-Béarn       |
| Burgaronne                      | 64151        | 5,27       | 103              | 20       | Pau                   | Salies-de-Béarn       |
| Carresse-Cassaber               | 64168        | 13,91      | 674              | 48       | Pau                   | Salies-de-Béarn       |
| Castagnède                      | 64170        | 8,33       | 195              | 23       | Pau                   | Salies-de-Béarn       |
| Castetbon                       | 64176        | 14,20      | 175              | 12       | Santa María de Olorón | Salvatierra de Bearne |
| Escos                           | 64205        | 5,61       | 253              | 45       | Pau                   | Salies-de-Béarn       |
| Espiute                         | 64215        | 4,09       | 108              | 26       | Santa María de Olorón | Salvatierra de Bearne |
| Guinarthe-Parenties             | 64251        | 2,48       | 242              | 98       | Santa María de Olorón | Salvatierra de Bearne |
| L'Hôpital-d'Orion               | 64263        | 8,47       | 156              | 18       | Santa María de Olorón | Salvatierra de Bearne |
| Laàs                            | 64287        | 6,46       | 118              | 18       | Santa María de Olorón | Salvatierra de Bearne |
| Labastide-Villefranche          | 64291        | 15,27      | 342              | 22       | Pau                   | Salies-de-Béarn       |
| Lahontan                        | 64305        | 14,64      | 478              | 33       | Pau                   | Salies-de-Béarn       |
| Lanneplaà                       | 64312        | 7,26       | 324              | 45       | Pau                   | Orthez                |
| Léren                           | 64334        | 4,57       | 219              | 48       | Pau                   | Salies-de-Béarn       |
| Montfort                        | 64403        | 8,64       | 184              | 21       | Santa María de Olorón | Salvatierra de Bearne |
| Narp                            | 64414        | 6,33       | 131              | 21       | Santa María de Olorón | Salvatierra de Bearne |
| Oraàs                           | 64423        | 10,57      | 170              | 16       | Santa María de Olorón | Salvatierra de Bearne |
| Orion                           | 64427        | 9,80       | 162              | 17       | Santa María de Olorón | Salvatierra de Bearne |
| Orriule                         | 64428        | 6,36       | 155              | 24       | Santa María de Olorón | Salvatierra de Bearne |
| Orthez                          | 64430        | 45,86      | 10859            | 237      | Pau                   | Orthez                |
| Ossenx                          | 64434        | 4,02       | 39               | 9,7      | Santa María de Olorón | Salvatierra de Bearne |
| Puyoô                           | 64461        | 9,32       | 1195             | 128      | Pau                   | Orthez                |
| Ramous                          | 64462        | 7,58       | 491              | 65       | Pau                   | Orthez                |
| Saint-Boès                      | 64471        | 9,49       | 347              | 37       | Pau                   | Orthez                |
| Saint-Dos                       | 64474        | 1,84       | 149              | 81       | Pau                   | Salies-de-Béarn       |
| Saint-Girons-en-Béarn           | 64479        | 5,20       | 160              | 31       | Pau                   | Orthez                |
| Saint-Gladie-Arrive-Munein      | 64480        | 6,53       | 184              | 28       | Santa María de Olorón | Salvatierra de Bearne |
| Saint-Pé-de-Léren               | 64494        | 5,31       | 255              | 48       | Pau                   | Salies-de-Béarn       |
| Salies-de-Béarn                 | 64499        | 52,08      | 4854             | 93       | Pau                   | Salies-de-Béarn       |
| Salles-Mongiscard               | 64500        | 5,84       | 305              | 52       | Pau                   | Orthez                |
| Salvatierra de Bearne           | 64513        | 14,54      | 1408             | 97       | Santa María de Olorón | Salvatierra de Bearne |
| Tabaille-Usquain                | 64531        | 4,50       | 32               | 7,1      | Santa María de Olorón | Salvatierra de Bearne |

En 2012, la población total del nuevo cantón era de 27555 habitantes.